# Mapa de Velarde

Copia de la Biblioteca del Congreso de Estados Unidos

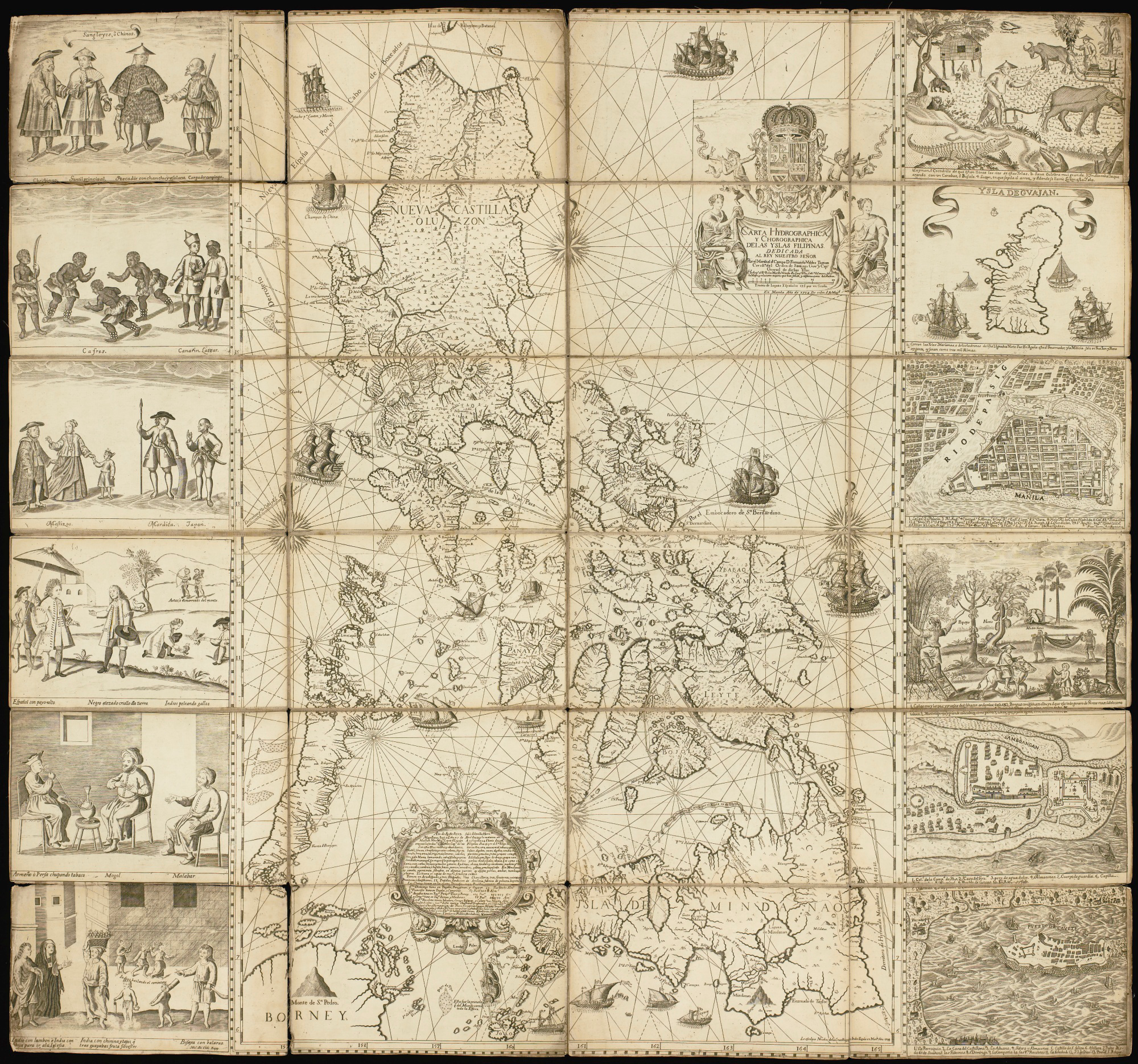
Copia de la Biblioteca Nacional de España

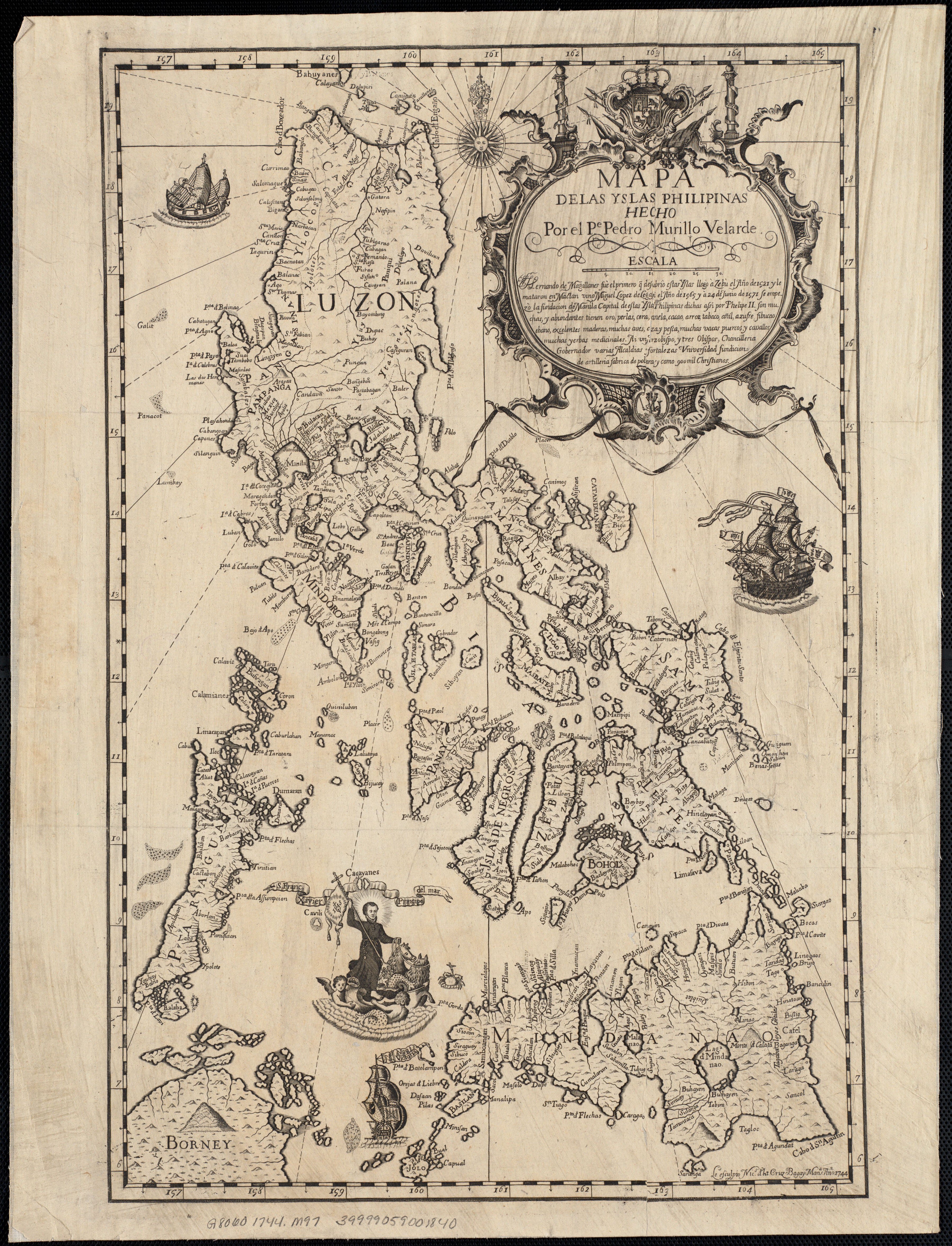
Versión reducida, copia de la Biblioteca Pública de Boston

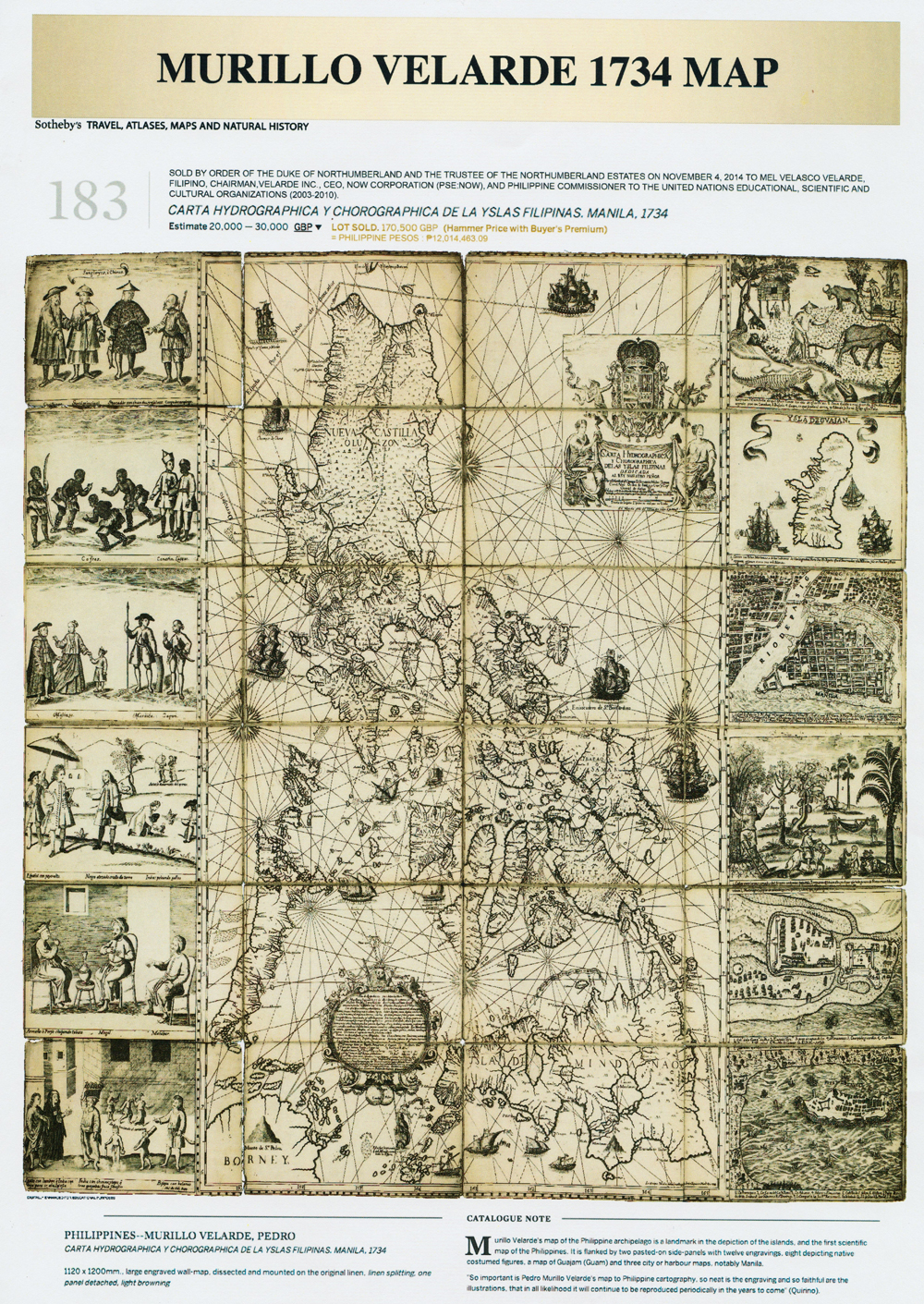
Réplica donada al ejército de Filipinas.

La Carta hydrographica y Chorographica de las Islas Filipinas, más comúnmente conocida como el mapa de Murillo Velarde, es un mapa de Filipinas realizado y publicado por primera vez en Manila en 1734 por el jesuita y cartógrafo español Pedro Murillo Velarde y dos filipinos, el grabador Nicolás de la Cruz Bagay y el artista Francisco Suárez. La Biblioteca Digital Mundial lo describe como el «primer y más importante mapa científico de Filipinas». Con frecuencia se conoce como «la madre de todos los mapas de Filipinas».
Durante la ocupación británica de Manila, las planchas de cobre utilizadas para imprimir el mapa fueron confiscadas y transportadas a Inglaterra, donde se utilizaron para producir varias copias del mapa, antes de que las planchas fueran destruidas y reutilizadas.

## Mapa
El título del mapa incluye la siguiente descripción adicional: «dedicada al Rey Nuestro Señor por el Mariscal d. Campo D. Fernando Valdés Tamon Cavallº del Orden de Santiago de Govor. Y Capn General de dichas Yslas». El mapa fue creado a instancias del entonces gobernador general, Fernando Valdés y Tamon, en respuesta a una orden de Felipe V.
El mapa muestra las rutas marítimas de Manila a España y a Nueva España. El escudo de armas real español ocupa un espacio destacado en la parte central superior del mapa. En sus flancos hay doce imágenes, seis a cada lado. Ocho de estas imágenes representan a varios grupos étnicos que residían en el archipiélago. Los cuatro restantes son representaciones cartográficas de ciudades e islas. Los grupos étnicos e individuos representados son filipinos chinos («sangley») o chinos; cafres o africanos orientales, traídos al mercado de esclavos de Manila por portugueses; un canarin, nativo de la India, en la costa de Konkani, muy probablemente un goano o mangaloreano; un lascar de la India; mestizos; un mardica (nativos de Ternate y Tidore); un japonés («japón»); españoles; criollos; nativos filipinos («indios»); aetas; un armenio; un mogol; un nativo de la región de Malabar; y un bisaya. Por su parte, los mapas son los de «Samboagan» (conocida hoy como Zamboanga, una ciudad de la isla de Mindanao); el puerto de Cavite; la isla de «Guajan» (Guam) y Manila; e ilustraciones de plantas y animales endémicos ocupan las secciones restantes.
El mapa de Murillo Velarde fue ampliamente reimpreso. Entre sus ediciones se encuentran las de Manila (1744), Viena (1748) de Kaliwoda, Núremberg (1760) de Lowitz y en el primer volumen de la Historia general de Filipinas de Juan de la Concepción (1788).

## Copias
Hay menos de 50 copias existentes del mapa. Algunas están montadas sobre un soporte de tela de 112×120 cm. El mapa en sí mide 108×71 cm y está en una escala aproximada de 1:1 400 000.
- La Biblioteca Nacional de España en Madrid posee una copia de la impresión original de 1734, N.º de inventario MR/45/31.[10]
- La división de geografía y mapas de la Biblioteca del Congreso de Estados Unidos en Washington D. C. tiene una copia original de la impresión de 1734, N.º de inventario G8060 1734 M8.[2]
- La Biblioteca Nacional de Francia posee una copia.[11]
- Hay una copia en una colección privada en las Filipinas.[9]
- En 2014 el duque de Northumberland, Ralph Percy tenía una copia del mapa, que fue subastada por Sotheby's. El empresario filipino Mel Velarde ganó la subasta, pagando 170.500 £.[9][12] Esta copia fue impresa en Gran Bretaña usando las placas de cobre originales de Murillo Velarde, que habían sido tomadas como botín en Manila por  William Draper durante la ocupación británica de 1762. Draper donó las planchas a la Universidad de Cambridge y la universidad imprimió copias del mapa, una de las cuales llegó a manos del duque de Northumberland a finales del siglo XVIII. Los británicos fundieron las planchas y reutilizaron el metal para imprimir sus mapas náuticos.[5] Mel Velarde donó el mapa al Museo Nacional de Filipinas en 2017.[13]
- En 2019, una copia de la impresión del siglo XVIII británica fue comprada en subasta en las Filipinas por un filipino de origen chino, por 40 millones de pesos (unos 794.000 dólares), significativamente más de lo que se había estimado antes de la subasta, unos 18 millones de pesos.[7] Este mapa forma parte de una colección privada no especificada y es uno de los al menos tres mapas de la misma edición que se encuentran en manos privadas en las Filipinas.[11]

### Versión reducida
Murillo Velarde también publicó una versión más pequeña de la Carta Hydrographica y Chorographica de las Yslas Filipinas, que no incluía las doce ilustraciones en los flancos del mapa. Esta versión mide 51×33 cm y fue publicada en 1744. Hay copias existentes en las colecciones del Museo López, la Biblioteca Nacional de Filipinas y en el Centro de Mapas Norman B. Leventhal, de la Biblioteca Pública de Boston.

## Disputas del mar de la China Meridional
El mapa de Murillo Velarde ha sido fundamental en los esfuerzos de las Filipinas para hacer valer sus derechos territoriales en el mar de la China Meridional. El mapa, junto con otros 270 mapas, fue utilizado por el equipo de expertos filipino para refutar la reclamación de propiedad de China sobre todo el mar de China Meridional, ya que presenta el bajo de Masinloc, etiquetado como «Panacot», así como «los Bajos de Paragua», ahora conocidas como las islas Spratly. En 2016, el Tribunal Permanente de Arbitraje falló a favor de las Filipinas, afirmando que China «no tenía derechos históricos» según su mapa de la línea de los nueve puntos. Sin embargo, China rechazó el fallo y el presidente filipino, Rodrigo Duterte, decidió no actuar en consecuencia.